# Dammar

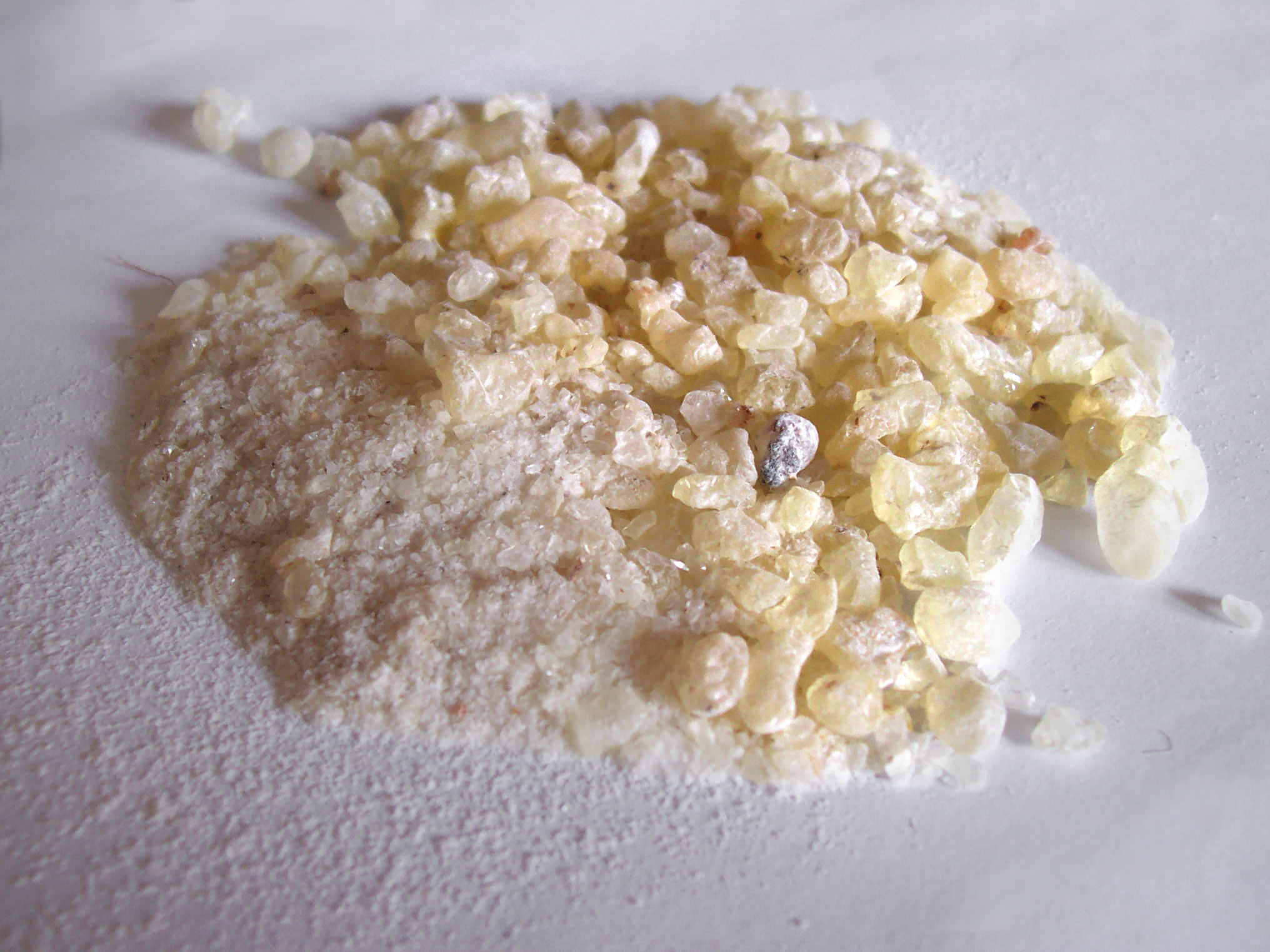
Dammar-Harz als Räucherwerk

Dammar oder Dammarharz ist das Harz von Laubbäumen aus der Familie der Flügelfruchtgewächse, die in Indien und auf den Sundainseln im Malaiischen Archipel wachsen. Auch in Indonesien, auf Papua-Neuguinea und den Philippinen wird Dammar produziert.
Als wichtigste Quelle gilt der Baum Shorea wiesneri, aber auch von vielen anderen Shorea-, Hopea- und Vatica-Arten sowie von Neobalanocarpus heimii wird das Harz gewonnen.
Die Farben der verschiedenen Sorten variieren von klar-hell, gelblich bis zum schwarzgrauen Sumatra-Dammar. Das Weiße Dammar ist das Harz der indischen Art Vateria indica, Schwarzer Dammar stammt von Canarium strictum aus der Familie der Balsambaumgewächse. Das sog. Harte Dammar, ein anderer Name des Kauri-Harzes (Neuseeländischer Dammar), ist das Harz der neuseeländischen Kaurifichte (Araukariengewächse), einem Nadelbaum, welches aus fossilen Lagerstätten auch als deutlich härterer Copal gefördert wird.
Der Härtegrad des Dammarharzes gleicht dem von Kolophonium, es ist weniger hart und haltbar als Copal. Das Harz ist leicht klebrig und im Bruch muschelig und glasglänzend. Der Duft ist feinzitronig und leicht. Zerrieben ergibt sich ein weißes Pulver, das einen aromatisch bitteren Geschmack aufweist.
Der Name Dammar stammt aus dem Malaiischen und bedeutet Träne, Harzträne, Harz oder auch Licht, Fackel. Andere Namen sind Resina Dammar, Dammar Gummi, Katzenaugen-Harz, Felsendammar, Steindammar und Salharz.

## Verwendung
- zur Herstellung heller Lacke, Emaillelacke, Ahornlacke
- als Zusätze für Tempera-, Enkaustik- und Öl-Harz-Farben
- in Terpentinöl gelöst als Dammarfirnis in der Malerei und Restaurierung als Zwischen- und Schlussfirnis
- als Räucherwerk
- als Substrat zur Gewinnung von Dammardienol (Einschlussmittel für mikroskopische Präparationen und für die Herstellung von Pflastern)[3]
- als Fixativ zur Herstellung von Parfüm